# Effy Stonem
Elizabeth "Effy" Stonem és un personatge de fictici de la sèrie televisiva Skins, interpretada per Kaya Scodelario.A l’Effy la podem trobar en les primeres quatre temporades i en la sèptima temporada, a més, apareix en la majoria dels episodis (27). Kaya Scodelario va ser admesa a la "Summer Must List" de 2009 d'Entertainment Weekly, sent batejada per "Bad Girl" per l'interpretació d'Effy. Va ser inclosa als 50 personatges femenins televisius preferits d'AfterEllen.com.

## Caracterització

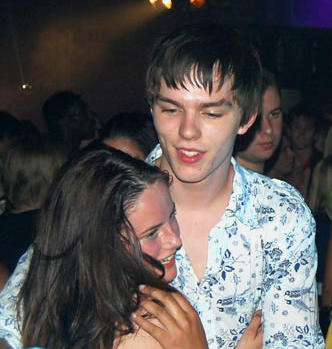
Scodelario i Nicholas Hoult, Skins party 2007

L'Effy va néixer el 29 de desembre de l'any 1992 i es coneix per ser la germana fugitiva de Tony Stonem i una de les poques persones que veritablement l'importen. Generalment, va contínuament a concentracions socials amb el seu propi grup d’amics, deixant de banda a en Tony pel que fa a la seva vida social, encara que sempre l’ajuda a enganyar als seus pares a l’hora d'amagar les seves escapades rutinàries. El lloc web oficial es refereix a l'Effy com "la germana petita d'en Tony i les seves formes ombrívoles". Fins al vuitè episodi de la primera temporada, "Effy", no parla res de res, sinó que en la majoria d’escenes on apareix, es troba al fons asseguda i en silenci, generalment amb una mirada fresa o amb un somriure irònic (un tret característic).
Tony diu de manera sarcàstica que Effy es troba participant en un silenci patrocinat, i quan la Michelle li qüestiona per què mai parla, Effy ni contesta. En el seu propi bloc confessa que els seus pares la van portar a un professional per a veure per què no parlava, però no va resultar. Diferents psicòlegs que van estudiar el caràcter únic i la personalitat de l’Effy van arribar a la conclusió que va poder patir un tipus de mutisme selectiu, durant la Generació 1 i 2, un fet que la va afectar durant les últimes temporades. Des del bloc de l'Effy, que segurament va estar influenciada per l’actriu de cine mut Clara Bowa qui es refereix com a “It” de Girl from It, estrenada l'any 1927. També es creu que les disputes que podem observar contínuament dins la seva família li donen aquest tret a l’Effy.
Serà després de l'accident que quasi posa fi a la vida de Tony al final de la primera temporada, on Effy començarà a parlar un altre cop. No obstant això, després d’expressar els seus sentiments misantròpics al seu germà Tony, li comenta de manera sarcàstica que a ell no l’enganya, deixant veure que ella és molt més vulnerable del que el seu aparent i cautelós distanciament pot arribar a fer creure als altres. També demostra ser una noia perceptiva i llesta, ja que gairebé sempre i sense ajut aconsegueix fixar les relacions romàntiques d’en Tony i la Michelle i en Sid i la Cassie, una tasca que sembla totalment desesperadora.
Durant la tercera temporada, Effy s'arriba a convertir en un dels personatges centrals, arribant a ser una mena de dona fatal i la més rebel del Roundview College. Encara i seguir una postura habitual, es descarrilarà després de la separació dels seus pares i el triangle amorós entre ella i els seus dos companys de classe, Freddie McClair i James Cook, que eren molt bons amics fins que la confrontació per l’Effy arribés. Dels dos amics, ella estima més a en Freddie, però li fa por afrontar-se a l’amor vertader, i per això s'acaba decantant cap en Cook.
La seva mare, Anthea Stonem, justifica sempre el comportament de l’Effy davant d’en JJ defensant que “ensenyar les seves cartes espanta fins i tot a la mort”. L’estat de l’Effy també es veurà descontrolat per la falta d’en Tony, ja que per ella era un pilar per l’estabilitat de la seva vida” com també es pot observar dins l’entrada del blog de l’Effy publicada a la web oficial de Skins. En el seu episodi homònim de la tercera temporada, l’Effy es troba representada en el seu moment més sensible: Sembla totalment retirada del món, participa en el sexe sense sentit amb en Cook i té menys cura amb la seva aparença, on apareix contínuament cansada. Aquests trets donen peu al desenvolupament de la depressió de l’Effy, que acabarà desencadenant en la pròxima temporada en una psicosi.
Durant la quarta temporada, torna a Bristol després d’haver estat a Venècia durant tot l’estiu. L’Effy i en Freddie començaran la seva relació un altre cop, ja que és al qui veritablement estima, deixant anar a en Cook per sempre. L’Effy començarà a tindre episodis psicòtics i deliris i en Freddie s'adonarà de la depressió que l’Effy pateix.
L’Effy intentarà suïcidar-se, però Freddie, havent detectat això a temps, l’ajuda i aconsegueix salvar-la portant-la a l’hospital i més endavant, institucionalitzant-la. Anthea li comenta al Freddie que tots dos necessiten estar allà per reconstruir a l’Effy, però en Freddie li contesta que només ella estarà allí per ella, aparentment està deixant anar a l’Effy.
Encara que fessin les paus, quan l’Effy deixa el tractament en un moment important dels seus episodis, es demostra que està sent abusada pel seu psiquiatre i els seus mètodes hipnòtics poc convencionals per tractar-la; el Dr. Foster intentarà fer que l’Effy no recordi als seus amics. Al mateix lloc on en Tony va patir l’accident, l’Effy patirà un episodi i intentarà suïcidar-se un altre cop. Quan en Freddie s'enfronta al Dr. Foster a causa del tractament de l’Effy, el metge el mata. Al final de la quarta temporada, l’Effy torna a deixar el tractament, i inclús després de la misteriosa desaparició d’en Freddie està més que segura que l'estimava.
L’Effy és un dels pocs personatges de la sèrie que aconsegueix trencar la quarta paret, observant de manera fixa i directa a la càmera i comentant o somrient en molts dels episodis; un altre personatge ho va fer, aquesta va ser en Rich (Generació 3) en l’episodi 10 de la sèrie 6 “Tots (final)” mirant de manera directa a la càmera, dient la paraula “adeu”, això significava el final total de Skins, ja que la Sèrie 7 és un redox de 6 capítols.
Dins la pàgina oficial d'Skins podem veure com l’Effy comenta que està relacionada amb l'aristòcrata francesa del segle XVIII Cecile DeLacroix, aquesta va ser decapitada durant la Revolució Francesa. També comenta la seva olor preferida, la de la benzina, i a més, descriu un dels seus talents peculiars, el de poder recollir objectes amb els dits del peu. La seva pel·lícula preferida és ET. La seva millor amiga és la noia Pandora Moon, que encara que tinguessin diferències i fos una mica estranya, "li dona un cor a la desenganxada fresca Effy".

## Història del personatge
L'Effy va néixer l'any 1992. Els seus pares són l'Anthea (Morwenna Banks) i en Jim Stonem (Harry Enfield).